# Uruciovți, Smolean
Uruciovți (în bulgară Уручовци) este un sat în comuna Madan, regiunea Smolean,  Bulgaria. 

## Demografie
Componența etnică a satului Uruciovți
     Bulgari (93,93%)
     Nicio identificare (6,06%)
     Altele (0%)
La recensământul din 2011, populația satului Uruciovți era de 33 locuitori. Din punct de vedere etnic, majoritatea locuitorilor (93,93%) erau bulgari. Pentru 6,06% din locuitori nu este cunoscută apartenența etnică.